# Rio Iratinzinho
Rio Iratinzinho är ett vattendrag i Brasilien.   Det ligger i delstaten Paraná, i den södra delen av landet, 1 200 km söder om huvudstaden Brasília.
I omgivningarna runt Rio Iratinzinho växer i huvudsak städsegrön lövskog. Runt Rio Iratinzinho är det glesbefolkat, med 10 invånare per kvadratkilometer.